# Diecezja Tawusz
Diecezja Tawusz – diecezja Apostolskiego Kościoła Ormiańskiego z siedzibą w Iczewanie w Armenii.
Biskupem diecezji jest Bagrat Galstanjan (2022).